# 8 Soothing Songs for Rut
8 Soothing Songs for Rut è il secondo album in studio della band norvegese Motorpsycho, ancora permeato di hard rock e alternative metal. Inizialmente fu pubblicato solo su vinile in una versione ridotta chiamata Soothe, ma poi ripubblicata su CD con l'aggiunta di due tracce provenienti dal singolo 3 Songs for Rut. I due titoli vennero quindi fusi, ottenendo 8 Soothing Songs for Rut.
Lo stile musicale resta "grezzo" e graffiante, ma comincia a intravedersi influenze prog e del rock anni '70, come in Lighthouse Girl, lunga quasi dieci minuti. La band firma tutti i pezzi per poi chiudere l'album con una cover di California Dreamin', una hit del 1965 dei Mamas & the Papas.

## Tracce

### Versione CD
1. Have Fun – 3:48 (Sæther)
2. Loaded – 2:50 (Sæther/Ryan/Gebhardt)
3. Lighthouse Girl – 9:23 (Sæther/Ryan)
4. Sister Confusion – 5:53 (Sæther)
5. The Wait – 6:41 (Sæther)
6. Step Inside – 7:11 (Sæther/Ryan)
7. We All Float Down Here Too! – 1:06 (Sæther/Ryan/Gebhardt)
8. California Dreamin' – 5:07 (Phillips/Gilliam)

### LP "Soothe"
Side A (45")
1. Lighthouse Girl – 9:23

Side B (33")
1. Sister Confusion – 5:53
2. The Wait – 6:41
3. Step Inside – 7:11
4. We All Float Down Here! – 1:06
5. California Dreamin' – 5:07

## Formazione
- Bent Sæther: voce, basso, chitarre, piano, percussioni
- Hans Magnus "Snah" Ryan: chitarre, moog taurus, piano, seconde voci
- Håkon Gebhardt: batteria, percussioni
- Lars Lien: seconde voci in California Dreamin'

## Curiosità
- Della versione in vinile sono stati prodotti solo 100 esemplari ed è attualmente un rarissimo oggetto da collezione, forse il più ricercato dai fan della band. Si vocifera anche che solo 70-80 esemplari furono effettivamente venduti (e si trovano attualmente in circolazione), in quanto parte della produzione risultò difettata.
- Questo è il loro primo album in cui si ha un contributo del loro collaboratore storico Deathprod, che ha lavorato al design del cofanetto. Da questo momento produrrà ogni album del Motorpsycho, ad eccezione di quelli pubblicati come International Tussler Society e di Black Hole/Blank Canvas.
- Håkon Gebhardt fa la sua prima comparsa al fianco della band in Soothe, rimpiazzando Kjell Runar "Killer" Jensen alla batteria.
- Anche Lars Lien, collaboratore di lunga data dei Motorpsycho, membro nel 1994 (e componente anche degli International Tussler Society), compare per la prima volta a fianco della band con quest'album, occupandosi di alcuni aspetti tecnici.
- La breve traccia strumentale We All Float Down Here! è riprodotta al contrario nella versione su CD, con il titolo We All Float Down Here Too! e contiene uno spezzone audio tratto dal film It (1990).
- La traccia Step Inside è stata registrata da zero per il Demon Box poiché la band non era soddisfatta della versione inclusa in 8 Soothing Songs for Rut.
- Anche Sister Confusion fu registrata una seconda volta e inserita nell'EP Mountain con il titolo Sister Confusion (confused version).
- La versione in vinile dell'album include un mix differente di California Dreamin', giudicato "molto più calma" da Bent Sæther.
- Have Fun e Loaded sono le due tracce originariamente inserite nel singolo 3 Songs for Rut, insieme alla canzone Some Real Mindfuck.
- Sulla copertina dell'album il titolo è scritto in modo errato, con "Ruth" invece di "Rut".
- È stato prodotto un video promozionale per California dreamin'.